# Saint-Loup (Creuse)
Saint-Loup ist eine Gemeinde im Zentralmassiv in Frankreich. Sie gehört zur Region Nouvelle-Aquitaine, zum Département Creuse, zum Arrondissement Aubusson und zum Kanton Gouzon. Sie grenzt im Nordwesten an Gouzon, im Norden an Lussat, im Osten an Tardes, im Südosten an Le Chauchet, im Süden an Saint-Julien-le-Châtel und im Westen an Pierrefitte. Das Siedlungsgebiet liegt auf 430 Metern über Meereshöhe.

## Geschichte
Im 12. Jahrhundert wurde eine romanische Kirche erstellt.
Bis 1882 hieß die Ortschaft „Saint-Loup-des-Landes“. Während der Revolution lautete der Name „Landes-Libres“.

### Bevölkerungsentwicklung
| Jahr      | 1962 | 1968 | 1975 | 1982 | 1990 | 1999 | 2008 | 2013 |
| --------- | ---- | ---- | ---- | ---- | ---- | ---- | ---- | ---- |
| Einwohner | 334  | 310  | 250  | 234  | 186  | 175  | 177  | 181  |